# Nikola Gruevski
Nikola Gruevski (Skopje, 31 de agosto de 1970) foi primeiro-ministro da República da Macedónia entre 2006 e 2016.
Em 2014, membros dos serviços secretos divulgaram milhares de documentos relativos às escutas telefónicas de milhares de macedónios ao longo dos anos: opositores políticos, magistrados, jornalistas, funcionários públicos, etc. Estes documentos revelam igualmente a extensão da corrupção, a influência do governo sobre os procuradores, os juízes e os meios de comunicação social, a extorsão no mundo dos negócios, as detenções políticas, as manipulações eleitorais e as tentativas de encobrir um assassinato.